# Regione di Calgary
La Regione di Calgary è un conglomerato di municipalità situate a Calgary, la città più grande dell'Alberta.
Dopo la formazione del Consiglio della Regione di Calgary nel 2017, i confini del conglomerato hanno incluso anche la città di Calgary, Foothills County, Rocky View County, una porzione di Wheatland County, Airdrie, Chestermere, Cochrane, Crossfield, Diamond Valley, High River, Irricana, Okotoks, Strathmore, Beiseker, Longview.
Nel censimento del 2011 la Regione Metropolitana contava una popolazione di 1,214,839, una superficie di 5,107.55 km² e una densità abitativa di 237.9 persone per km².